# Botwinnikgambiet
Het Botwinnikgambiet is in de opening van een schaakpartij een variant in de Grünfeld-Indische opening en het pionoffer is geanalyseerd door Michail Botvinnik. De beginzetten van dit gambiet zijn:1.d4 Pf6 2.c4 g6 3.Pc3 d5 4.Lf4 Lg7 5.e3 0-0 6.Tc1 c5 met de Eco-code D91.
Externe link
- (en) Partijen www.chessgames.com